# Regina Remencius
Regina Maria Remencius (São Paulo, 18 de novembro de 1967) é uma atriz brasileira.

## Biografia
Nasceu na capital paulista numa família lituana, formou-se em Letras e iniciou sua carreira no teatro com Antunes Filho, fazendo parte do grupo Macunaíma. Atuou e viajou com as peças "A Hora e Vez de Augusto Matraga" e "Macunaíma" para França, Espanha, Canadá, Áustria, Alemanha e Grécia.
Residiu na Europa nove anos morando sucessivamente na Suíça, Áustria e Grécia. Sua língua materna é o Português. Ela tem fluência em inglês, grego e alemão e fala também lituano, espanhol e francês.
Na televisão, foi Laura, a protagonista do seriado "Santo de Casa" na Band. Participou no seriado "Aquarela do Brasil" na Globo como Ana. Fez participações especiais em novelas e seriados (Os Normais, A Diarista, As Filhas da Mãe, Seriado Sandy e Junior, Malhação …)
Na Grécia, atuou em filmes de longa metragem: "It’s a Long Road" de Pandelis Vulgaris, "Biznes sta Valkania" de Vassilis Buduris e "Eleatis Xenos" de Dimos Theos. No Brasil, participou dos seguintes filmes: Os Desafinadosde Walter Lima Jr., Durval Discos de Anna Muylaert e mais recentemente em Papai é Pop.
É casada com o ator e diretor Hugo Coelho.
Reside e trabalha em São Paulo.

## Carreira

### Na televisão
| Ano  | Título              | Personagem             | Notas                                           |
| ---- | ------------------- | ---------------------- | ----------------------------------------------- |
| 2023 | Reis                | Rispa                  | Temporada 8ª                                    |
| 2022 | Jogo da Corrupção   | Elizabeth              |                                                 |
| 2017 | O Homem da Sua Vida | Pretendente            |                                                 |
| 2014 | Patrulha Salvadora  | Inveja Largada         |                                                 |
| 2014 | Milagres de Jesus   | Tamar                  |                                                 |
| 2011 | Força-Tarefa        | Refém                  |                                                 |
| 2011 | Divã                | Maria Eugênia d'Andrea | Episódio: "Amigos do Passado: isso tem futuro?" |
| 2011 | Amor e Revolução    | Margarida              |                                                 |
| 2009 | Malhação ID         | Lise                   |                                                 |
| 2009 | Força-Tarefa        | Janaína                |                                                 |
| 2008 | Água na Boca        | Manoela Bellini        |                                                 |
| 2008 | Queridos Amigos     | Regina                 |                                                 |
| 2007 | Paraíso Tropical    | Amanda                 |                                                 |
| 2007 | Dance Dance Dance   | —                      | Participação Especial                           |
| 2006 | Malhação            | Luana                  |                                                 |
| 2006 | Pé na Jaca          | —                      | Participação Especial                           |
| 2004 | A Diarista          | Márcia                 | Episódio: "O Dia da Criança"                    |
| 2002 | O Beijo do Vampiro  | Rainha Astride         |                                                 |
| 2002 | Malhação            | Marilise               |                                                 |
| 2002 | Os Normais          | Anna Schneider         | Episódio: "O Normal a ser Feito"                |
| 2001 | As Filhas da Mãe    | Rose                   |                                                 |
| 2001 | Sandy & Junior      | Teresa                 | Episódio: "Meu Filho, Meu Tesouro"              |
| 2000 | Aquarela do Brasil  | Anna                   |                                                 |
| 1999 | Santo da Casa       | Laura                  |                                                 |
| 1998 | Sandy & Junior      | Selma da Silva         | Especial                                        |

### No cinema[4]
| Ano  | Título                 | Personagem            |
| ---- | ---------------------- | --------------------- |
| 2022 | Papai é Pop            | Dora                  |
| 2019 | A Palavra              | —                     |
| 2016 | O Escaravelho do Diabo | Dona Catarina         |
| 2015 | A Floresta Que Se Move | Funcionária de Heitor |
| 2014 | Sobre Papéis           | Senhora               |
| 2008 | Os Desafinados         | —                     |
| 2002 | Durval Discos          | Mãe de Kiki           |
| 1998 | Ola einai Dromos       | Liv                   |
| 1996 | Eleatis Xenos          | Hannah Bluemart       |
| 1996 | Biznes sta Valkania    | —                     |
| 1991 | Rosas Mortas           | Mulher                |

## No teatro[8]
- 1984 - Bodas de Sangue, dir. Miriam Muniz
- 1986 - A Hora e a Vez de Augusto Matraga, dir. Antunes Filho
- 1987 - Macunaíma, dir. Antunes Filho
- 1998 - Medeia, dir. Minos Volonakis
- 1999 - The Tax Exile, dir. Mark Steele
- 2007 - Retratos de Augustus John, dir. Hugo Coelho
- 2009 - O Fingidor, dir. Samir Yazbek
- 2014 - Me Segura Senão Eu Pulo, dir. Hugo Coelho
- 2014-17 - Assim É (se lhe parece), dir. Marco Antônio Pâmio
- 2015 - A Reação, dir. Clara Carvalho
- 2018 - À Espera, dir. Hugo Coelho
- 2018 - Cobra na Geladeira, dir. Marco Antônio Pâmio[9]
- 2021 - As Aves da Noite, dir. Hugo Coelho[10]
- 2022 - Terremotos, dir. Marco Antônio Pâmio
- 2022 - A Morte Acidental de um Anarquista, dir. Hugo Coelho
- 2022 - Dr. Anti, dir. João Mostazo[11]
- 2023 - De Perto Ninguém é Normal – Uma comédia noir, dir. Gustavo Paso
- 2023 - Red Line, dir. Biagio Pecorelli

## Prêmios e Indicações
| Ano  | Prêmio               | Indicação                | Trabalho   | Resultado | ref    |
| ---- | -------------------- | ------------------------ | ---------- | --------- | ------ |
| 2022 | Prêmio Bibi Ferreira | Melhor Atriz Coadjuvante | Terremotos | Indicado  | [ 12 ] |